# X10p
X10p är beteckningen på ett smalspårigt (891 mm), elektriskt motorvagnståg på Roslagsbanan. Ett X10p-tågsätt består av tre vagnar: motorvagn (X10p), mellanvagn (UBp) och manövervagn (UBxp). Normalt utgörs varje tåg på Roslagsbanan av ett tågsätt, dvs tre vagnar. I högtrafik utgörs dock vissa tåg av sex vagnar (två ihopkopplade tågsätt). Observera att faktarutan till höger bara avser själva motorvagnen.
Vagnarna är byggda åren 1988–1995 av ABB Railcar (sedermera Bombardier Transportation). Högsta tillåtna hastighet är 80 km/h. Varje vagn är 19,9 m lång och 2,6 m bred. Motorvagnen väger 27,7 ton, mellanvagnen 16,0 ton och manövervagnen 16,3 ton. Antal sittplatser per trevagnssätt är 232 st.
Varje vagn har två dörrpar per sida, placerade i ändarna av vagnen. Mellanvagnarna har efter den senaste ombyggnaden fått ett extra dörrpar i mitten som handikappanpassats.
Motorerna är trefas asynkronmotorer som matas med växelström. I varje motorvagn finns en s.k. traktionsomriktare som omvandlar likströmmen i kontaktledningen (1500 V) till växelström för motorerna. Motoreffekten är 400 kW.

## Ombyggnad

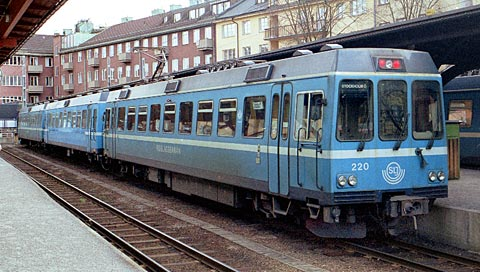
X10p i originalversion innan ombyggnad på Stockholms Östra.

Med början 2012 började samtliga X10p, UBp och UBxp byggas om. Ombyggnaderna skedde hos Euromaint och resulterade i ny inredning, nytt skylt- och informationssystem samt modifierad färgsättning. Ombyggnaden blev klar år 2015.

## Galleri

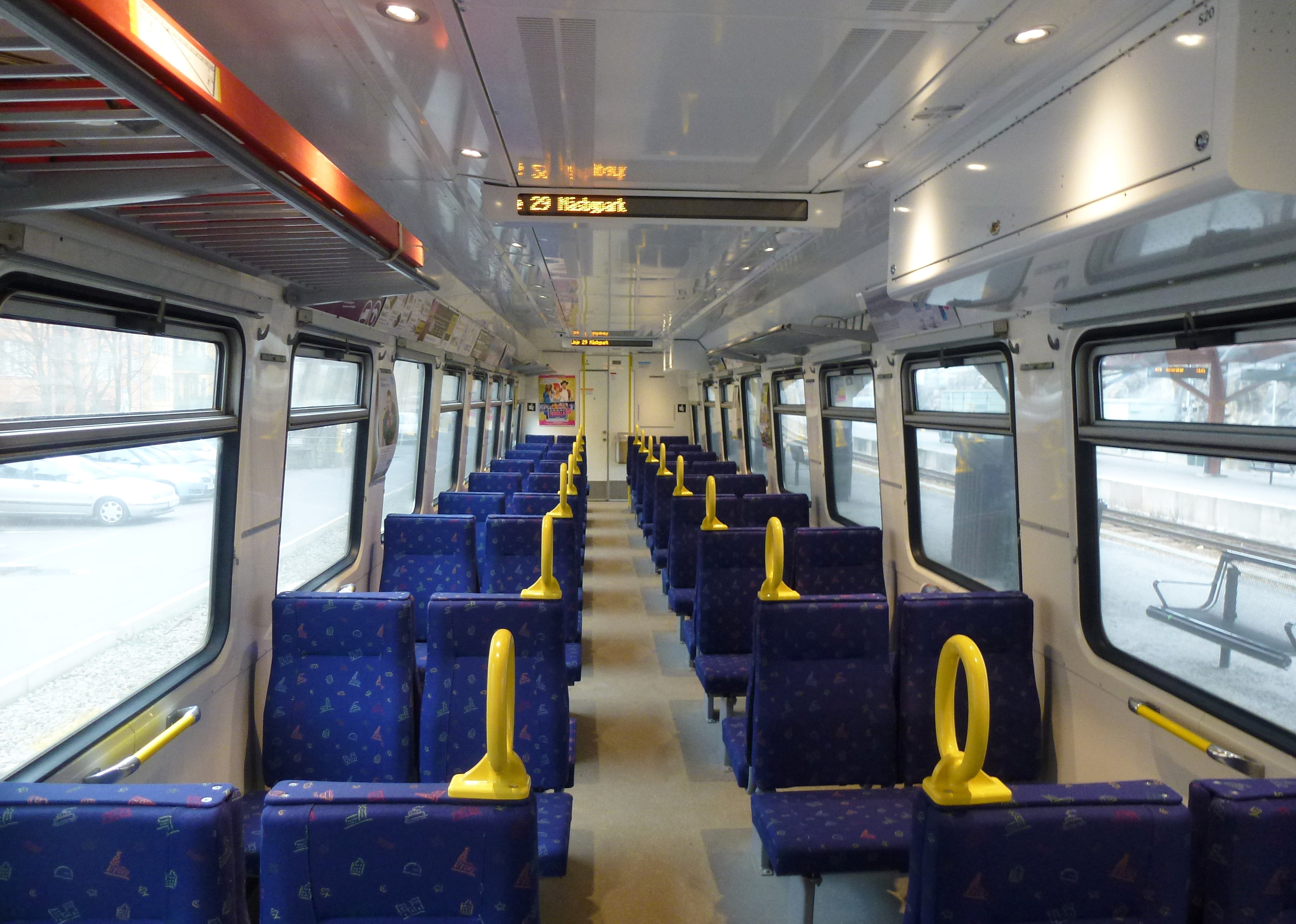
X10p interiör
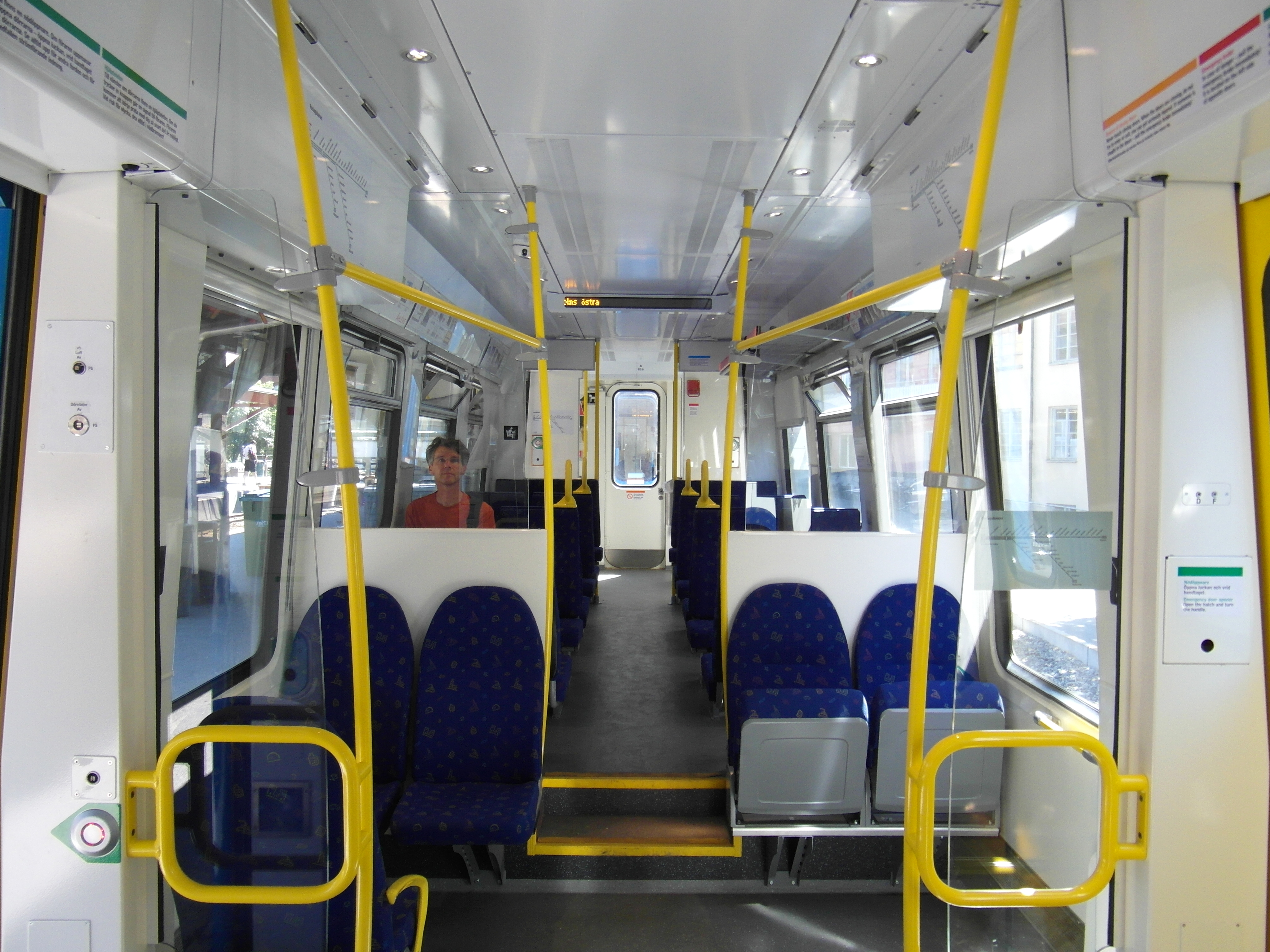
X10p interiör i mittenvagnen
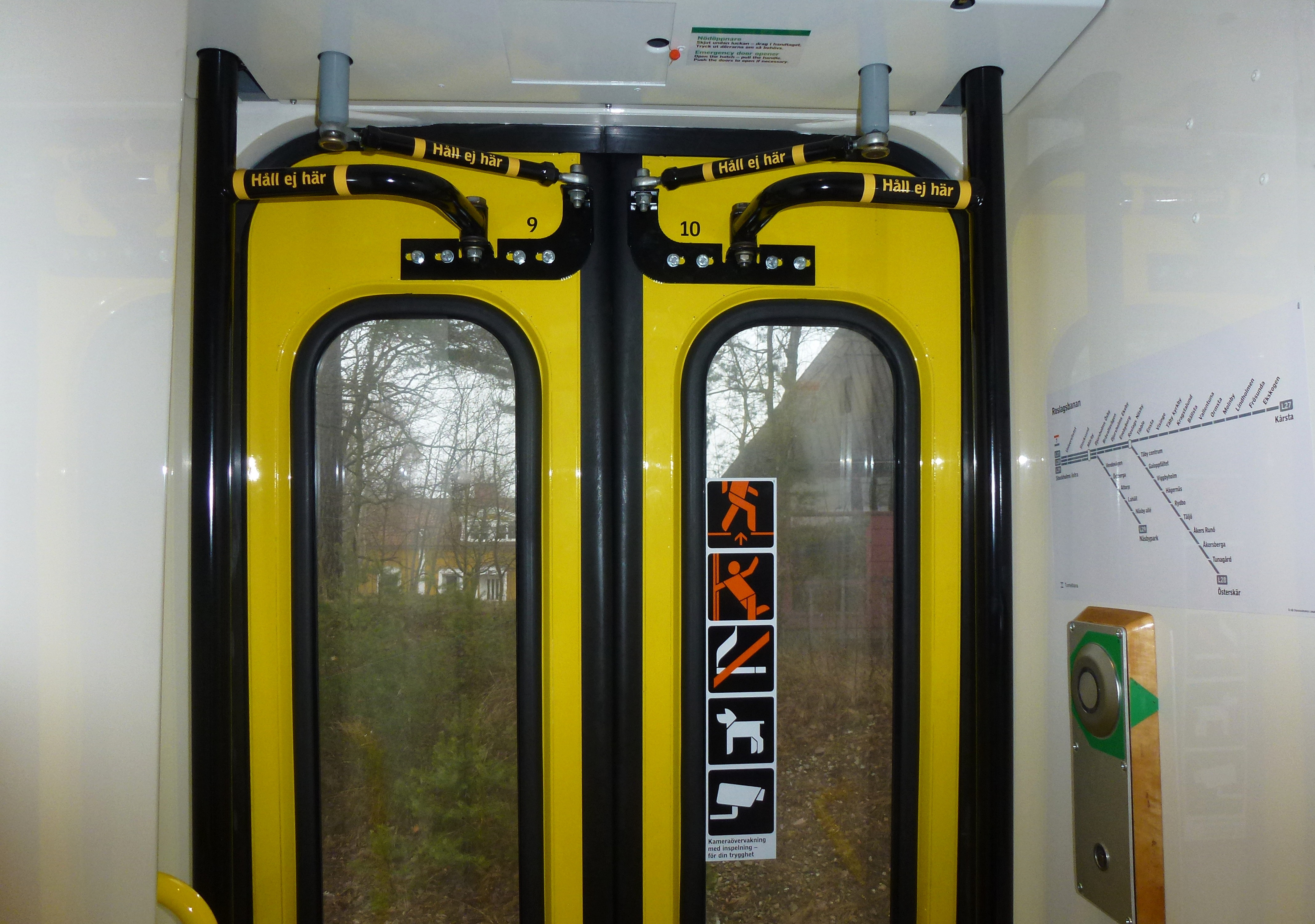
X10p dörr interiör
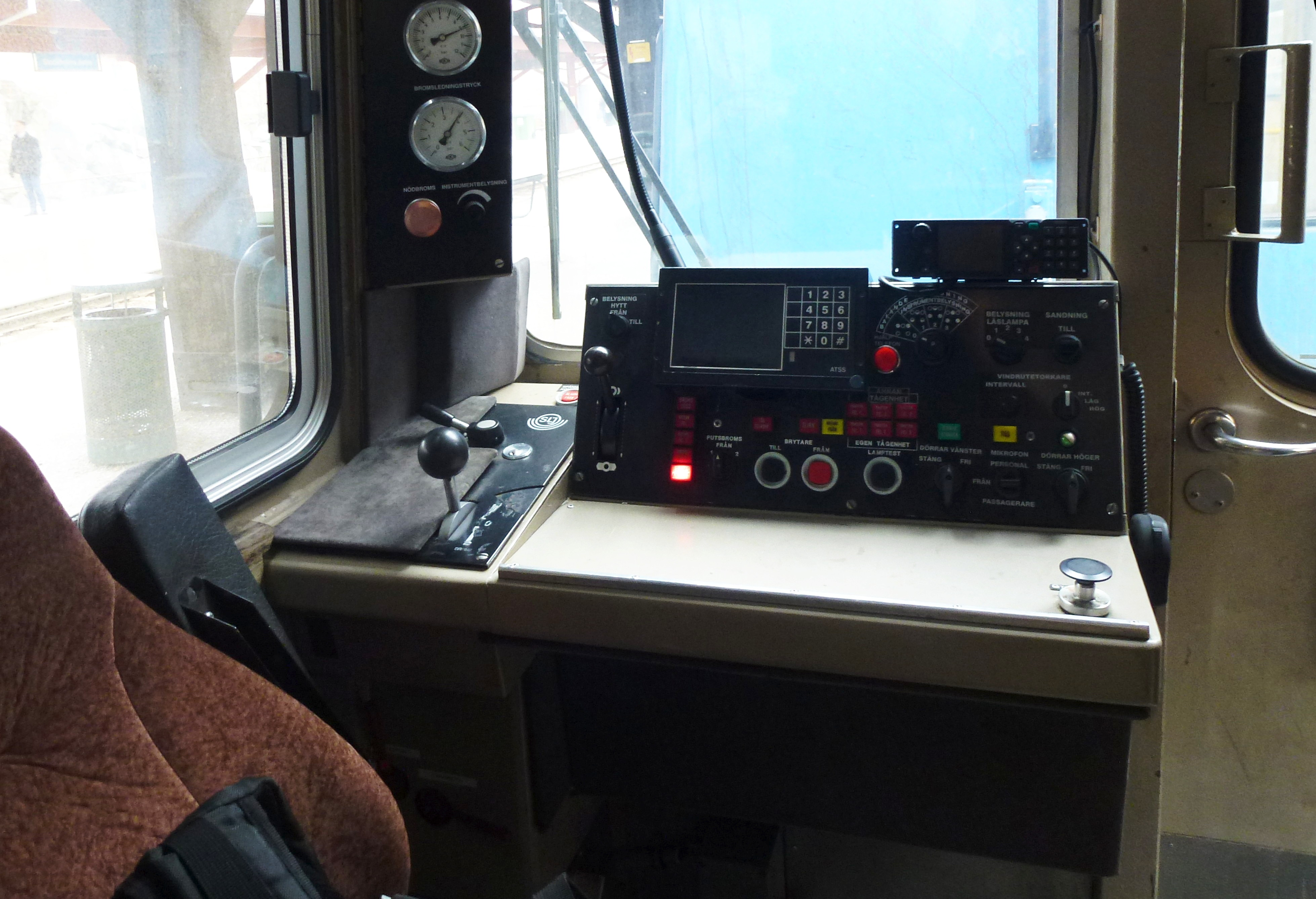
X10p förarhytt